# 中国人民解放军海军后勤部
中国人民解放军海军后勤部，位于北京市，是中国人民解放军海军机关职能部门，负责中国人民解放军海军后勤工作。

## 沿革
1950年4月14日，中国人民解放军海军领导机关成立大会在北京举行。1950年5月，在青岛成立中国人民解放军海军后勤部，1950年10月迁至北京西四。1953年，海军后勤部随海军领导机关迁往北京西郊公主坟的海军大院。
2016年，在深化国防和军队改革中，调整组建新的中国人民解放军海军后勤部。

## 机构设置
- 财务局[2]
- 卫生局[3]
- 运输投送局[4]
- 军事设施建设局[5]
- 采购供应局

……
直属单位
- 海军后勤训练基地
- 海军总医院
- 海军疾病预防控制中心
- 海军青岛第一疗养院
- 海军青岛第二疗养院

## 历任领导
| 中国人民解放军海军后勤部部长 1. 张汉丞 少将（1951年4月—1968年5月） 2. 潘焱（1968年5月—1968年9月，帮助工作） 3. 王政柱（1968年11月—1971年11月） 4. 王晓（1975年3月—1982年8月） 5. 李进（1982年8月28日—1983年4月21日） 6. 李春明（1983年8月—1988年7月） 7. 王继维 海军少将（1988年8月—1994年4月） 8. 吴起生 海军少将（1994年4月—2000年5月） 9. 牛克义 海军少将（2000年5月—2002年1月） 10. 周汉荣 海军少将（2002年1月—2004年12月） 11. 陶先华 海军少将（2004年12月—2007年12月） 12. 林永青 海军少将（2007年—2011年6月） 13. 徐卫兵 海军少将（2011年8月—2015年6月） 14. 魏钢 海军少将（2015年6月—2016年） 15. 李玉杰 海军少将（2016年—） 16. 劉子柱 海军少将 （2018年—2021年） 17. 王天林 海军少将 （2022年— ） | 中国人民解放军海军后勤部政治委员 1. 刘义 少将（1951年3月—1955年6月；1956年10月—1966年12月） 2. 马金昌（1966年12月—1978年5月） 3. 罗斌（1978年5月—1982年8月） 4. 黄自强（1982年8月—1988年8月） 5. 王力 少将（1990年6月—1994年12月） 6. 徐同业 海军少将（1994年12月—1998年12月） 7. 郭锡纯 海军少将（1998年12月—2002年7月） 8. 徐莉莉 海军少将（2002年7月—2009年6月） 9. 丁海春 海军少将（2009年10月—2011年12月） 10. 康非 海军少将（2012年—2015年3月） 11. 曹新元 海军少将（2016年—2016年） 12. 王再春 海军少将（2016年—2017年）。 |

| 中国人民解放军海军后勤部副部长 - 景宜亭 大校（1951年4月—1953年9月；1959年6月—1967年5月） - 丁世芳 少将（1951年4月—1959年1月） - 常树人 大校（1951年10月—1956年9月；1958年8月—1960年7月；1962年12月—1983年3月） - 陈云中 大校（1952年10月—1954年） - 蔡长风 少将（1957年6月—1975年8月） - 杨文谟 大校（1961年2月—1967年6月） - 宋少颖 大校（1964年5月—1965年8月） - 毛洪祥（1966年5月—1975年8月） - 侯向之（1969年9月—1983年3月） - 任秀生（1969年9月—1983年3月） - 张瑞基（1969年9月—1983年3月） - 曾克林（1970年3月—1975年8月） - 冯天福（1975年3月—1978年5月） - 李伯舟（1975年3月—1983年3月） - 严美祥（1975年3月—1983年3月） - 袁海澜（1975年3月—1978年5月） - 李春明（1975年8月—1985年7月） - 王建英（1983年5月—1985年8月） - 叶志 海军少将（1985年3月—1990年7月） - 许声浩 海军少将（1985年8月—1994年12月） - 朱喜能 海军少将（1990年6月—1997年12月） - 朱继台 海军少将（1990年7月—1994年12月） - 杜云照（1993年12月—1997年12月） - 沈晓辉 海军少将（1994年12月—2001年5月） - 周汉荣 海军少将（1994年12月—1998年12月） - 牛克义 海军少将（1996年12月—2000年5月） - 王运华 海军少将（1999年12月—2004年7月） - 韩季忠 海军少将（1999年12月—？） - 陶先华 海军少将（1999年12月—2004年12月） - 张世英 海军少将（2002年1月—？） - 任忠吉 海军少将（2006年7月—？） - 李云清 海军少将（2008年—？） - 苏景祥 海军少将（2010年—？） - 刘开印 海军少将（2013年1月—？） - 李士红 海军少将（2013年12月—） - 王进良 海军少将（2014年—） - 毕正 海军少将（2015年—2016年） - 朱建達 海军少将(2021一） | 中国人民解放军海军后勤部副政治委员 - 许培仁（1951年3月—1952年5月） - 周则盛（1952年5月—1954年9月） - 江勇为 少将（1959年2月—1959年12月） - 吴西 少将（1961年3月—1964年2月） - 胡代耕 大校（1964年9月—1975年8月） - 张文进（1970年12月—1983年3月） - 罗斌（1975年3月—1978年5月） - 郭竞仁（1975年3月—？） - 袁光宇（？—？） - 王力（1984年—1985年8月） - 沈裕峰 海军少将（1994年12月—1998年12月） - 徐莉莉 海军少将（1997年12月—2002年7月） - 程云刚 海军少将（？—？） 中国人民解放军海军后勤部参谋长 - 常树人 大校（？—？，海军后勤部副部长兼） …… - 陈嘉谋（？—？） …… - 刘君雅（？—？） …… - 陈亚溪 大校（？—？） …… - 周汉荣 海军大校（1988年11月—1993年1月） …… - 刘峰 海军大校（2002年1月—？） …… - 胡君平 海军大校（2013年—？） |